# William Lloyd Garrison

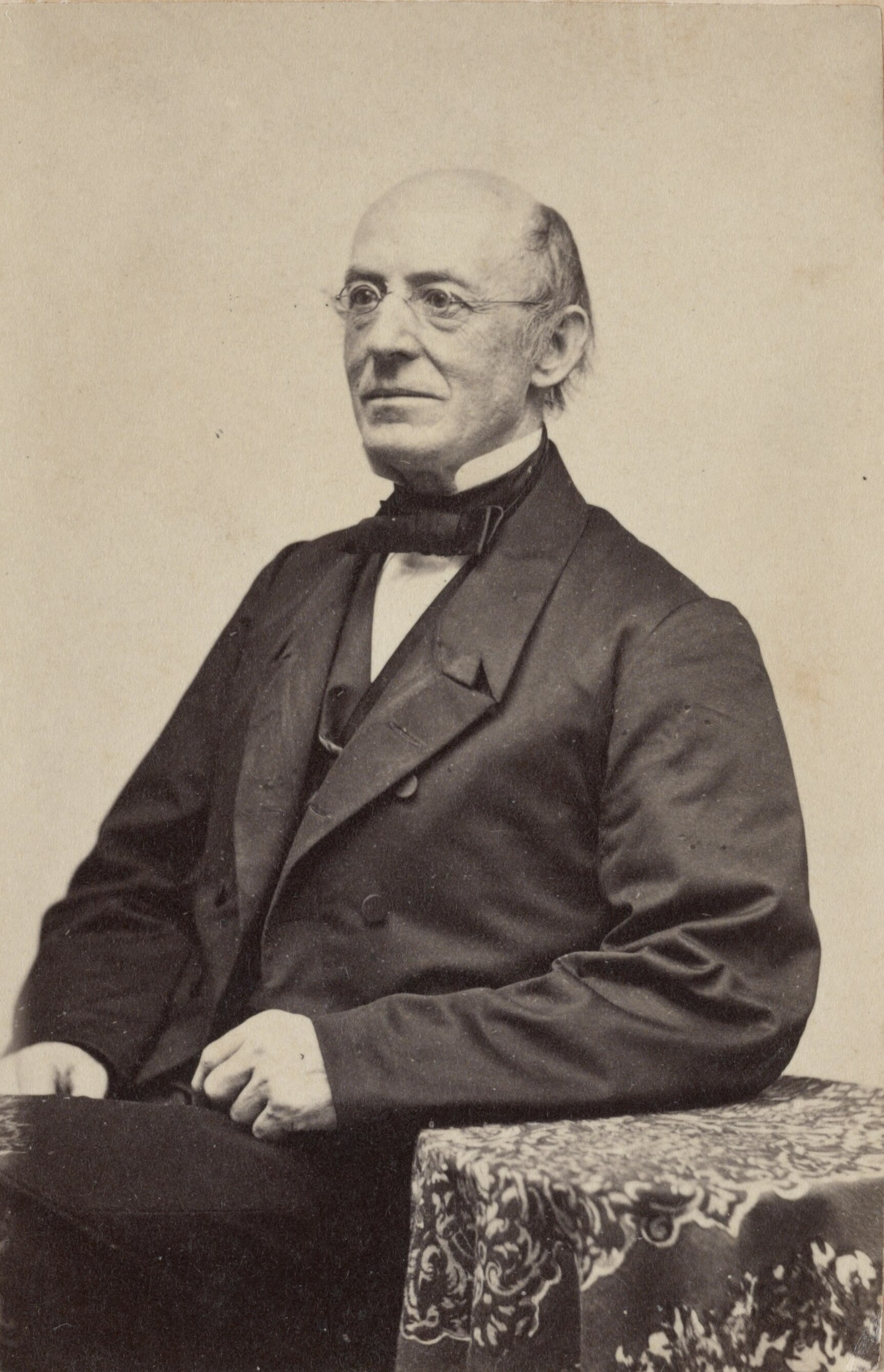
William Lloyd Garrison

William Lloyd Garrison (ur. 1805, zm. 1879) – amerykański abolicjonista, dziennikarz i działacz społeczny, ojciec Wendella Phillipsa Garrisona i Francisa Jacksona Garrisona. W 1831 roku założył i następnie był wydawcą gazety „The Liberator”. W 1832 roku założył Towarzystwo Antyniewolnicze Nowej Anglii. W 1833 roku był współzałożycielem Amerykańskiego Towarzystwa Antyniewolniczego, jednej z najbardziej znaczących organizacji dążących do zniesienia niewolnictwa w Stanach Zjednoczonych.

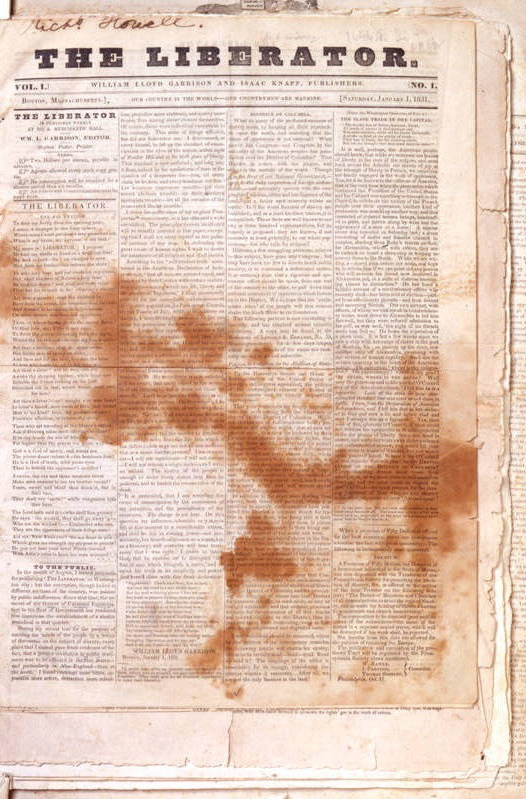
Wydanie gazety „The Liberator” z 1831 r.

Bliskim współpracownikiem Garrisona był Wendell Phillips, jeden z czołowych abolicjonistów, prawnik i obrońca rdzennych Amerykanów.
Garrison opowiadał się nie tylko za zniesieniem niewolnictwa, ale także za równouprawnieniem kobiet. Wspierał działalność sufrażystek, czyli pierwszych przedstawicielek ruchu kobiecego.
Po wojnie secesyjnej w latach 1861–1865 zaprzestał działalności w związku ze zniesieniem niewolnictwa na terenie Stanów Zjednoczonych.
 